# 朝鮮通信使遺跡
朝鮮通信使遺跡 (ちょうせんつうしんしいせき) は、広島県福山市鞆町、岡山県瀬戸内市牛窓町、静岡県静岡市清水区にある、江戸時代に朝鮮の外交使節団を接待した場所の遺跡である。指定名称は「朝鮮通信使遺跡 鞆福禅寺境内 牛窓本蓮寺境内 興津清見寺境内」である。1994年10月11日に国の史跡に指定され、2007年2月6日に追加指定が行われた。

## 概論

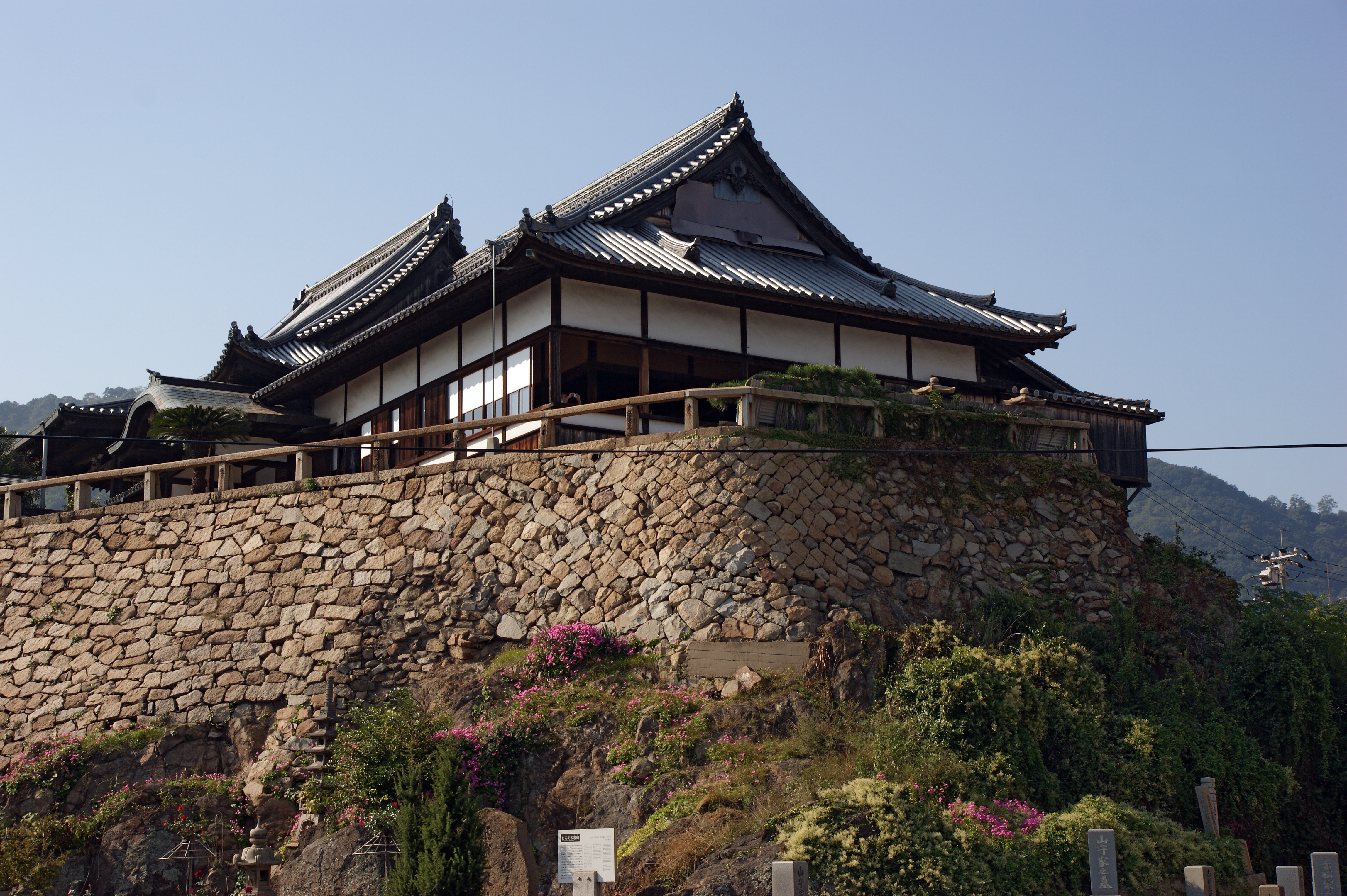
福禅寺対潮楼

朝鮮通信使は、朝鮮国王からの国書を携え、朝鮮から日本へ送られた正式の外交使節団である。朝鮮から日本への外交使節は室町時代に正式のものだけで3回、豊臣秀吉政権下で2回送られているが、一般に朝鮮通信使といえば江戸時代に送られた12回の使節を指す場合が多い。徳川将軍の代替わりの際などに派遣された。使節団の宿泊地では、使節と日本の文人や学者との交流もあり、文化面での影響も多大であった。
豊臣秀吉による朝鮮出兵（壬申倭乱、文禄・慶長の役）後、日本と朝鮮の国交は途絶えていたが、朝鮮との貿易再開を望む対馬藩主宗義智は日朝交渉の先頭に立ち朝鮮に使者を送った。朝鮮側は当初交渉に応じなかったが、1604年に僧の惟政（松雲大師）を対馬へ送った。惟政は1605年に伏見城で徳川家康と会見。これを契機に国交回復交渉が進んだ。朝鮮側は、(1)日本側が朝鮮に対し国交回復を求める国書を送ること、(2)捕虜の送還、(3)朝鮮王陵を暴いた者の逮捕を条件として国交回復に応じることとした。こうして慶長12年（1607年）に第1回の使節が送られ、文化8年（1811年）まで12回に及んだ。
第1回から第3回までの使節は、正式には「回答兼刷還使」と称した。「回答」とは、国交回復を求める日本からの国書に対する朝鮮側の回答の意であり、「刷還」とは捕虜の連れ帰りの意である。いっぽうの「通信」とは信（よしみ）を通わすの意である。冊封体制であった中国や、通商関係だったオランダとは異なり、朝鮮は江戸時代の日本が対等・平等な二国関係を結んだ唯一の国であった。なお、同時代の資料には「朝鮮通信使」の語はなく、「信使」「来聘使」等と呼ばれていた。
使節団は正使、副使、従事官の「三使」を筆頭に数百人で構成され、漢陽から江戸まで、片道2,200キロの道のりを8か月から1年かけて往復した。移動の経路は毎回ほぼ決まっており、釜山から対馬、壱岐、藍島（福岡県新宮町相島）、赤間（下関市）を経て瀬戸内海に入り、上関、下蒲刈、鞆、牛窓、室津、兵庫などで風待ち・潮待ちをしつつ大坂へ。ここで使節団の船を停泊させ、川御座船に乗り換えて淀川をさかのぼり淀へ。京都、大津、草津を経て、野洲の小篠原で中山道から分かれ、「朝鮮人街道」を通る。彦根の先の鳥居本で再び中山道に戻り、大垣、名古屋を経て東海道経由で江戸へ向かった。なお、第2回は京都まで、最後の第12回は対馬で使節を応接したため、江戸まで行ったのは10回である。
朝鮮通信使関係先のうち、鞆福禅寺境内、牛窓本蓮寺境内、興津清見寺境内の3か所が「朝鮮通信使遺跡」として国の史跡に指定されている。以上3か所の寺院には、通信使一行の残した扁額、漢詩文などの書跡が伝わっている。また、2017年には「朝鮮通信使に関する記録－17世紀～19世紀の日韓の平和構築と文化交流の歴史」がユネスコ記憶遺産に登録された。

## 鞆福禅寺境内

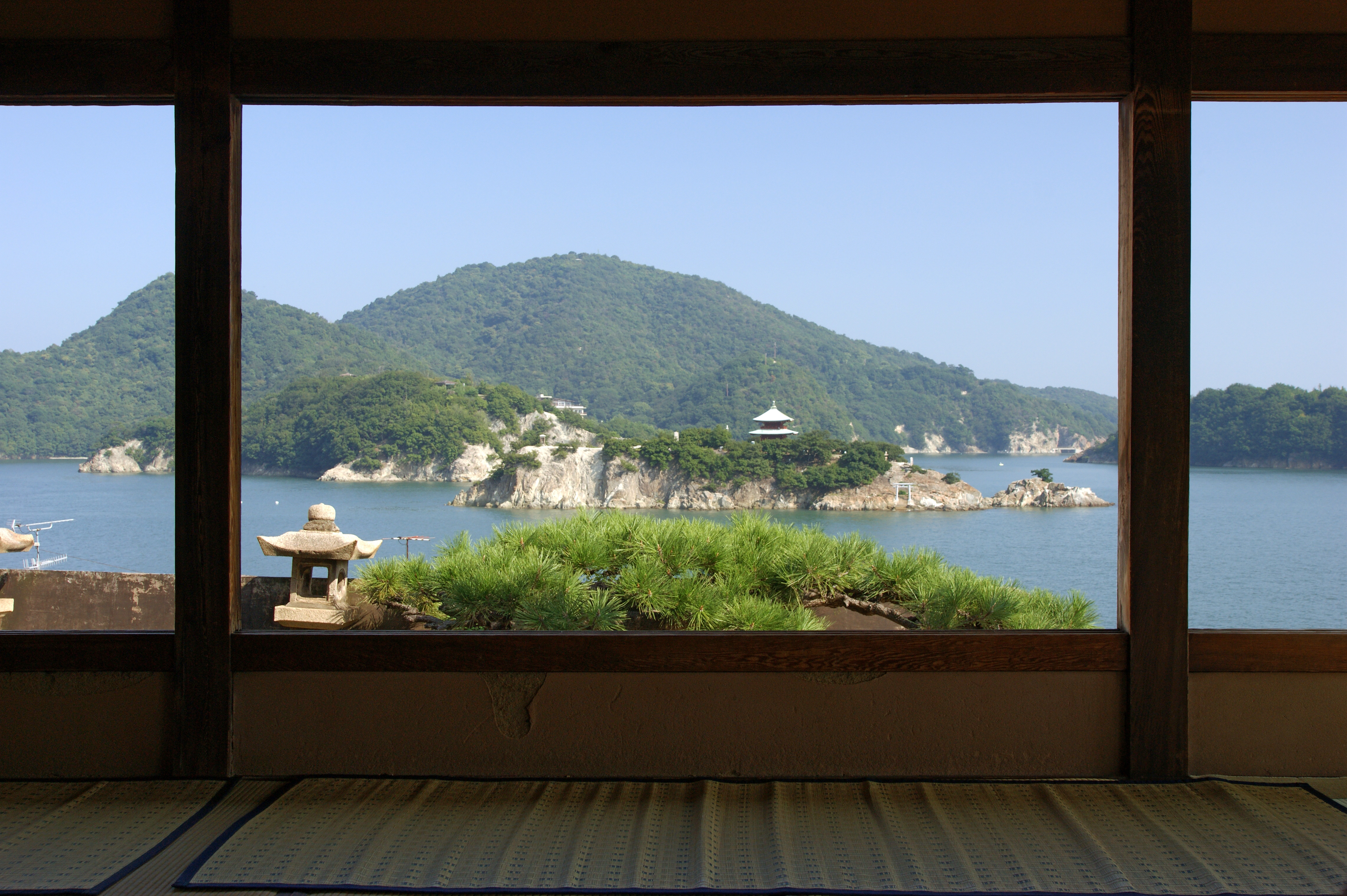
福禅寺対潮楼から望む弁天島、仙酔島

鞆は瀬戸内海の風待ち・潮待ち港であり、全12回の朝鮮通信使のうち、対馬で使節を応接した第12回以外の11回、鞆が宿泊地となっている。鞆では福山藩が使節の接待役を担当し、三使らの宿泊先は福禅寺の客殿（のちに「対潮楼」と名付けられる）であった。客殿は単層入母屋造、本瓦葺で、福山藩によって寛永年間（1690年頃）に創建された。
対潮楼からは弁天島と仙酔島が浮かぶ瀬戸内海の美しい風景が望まれ、使節一行に好評であった。寛延元年（1748年）の使節来訪の際は、藩主の阿部正福が病気で江戸藩邸に滞在していたため、事情をよく知らない者が使節の接待を担当し、阿弥陀寺という別の寺院を宿舎に定めた。宿舎が対潮楼ではないと知った使節一行は怒り出し、船に戻ってしまったという逸話が残されている。
福禅寺には使節の残した扁額などの書跡が残っており、「福禅寺対潮楼朝鮮通信使関係史料28点」として福山市重要文化財に指定されている。そのなかには正徳元年（1711年）の通信使の従事官李邦彦の書「日東第一形勝」や、寛延元年（1748年）の通信使洪景海の書「対潮楼」などがある。福禅寺客殿を「対潮楼」と名付けたのは同年の使節の正使洪啓禧であり、その息子の洪景海に額字を書かせた。

## 牛窓本蓮寺

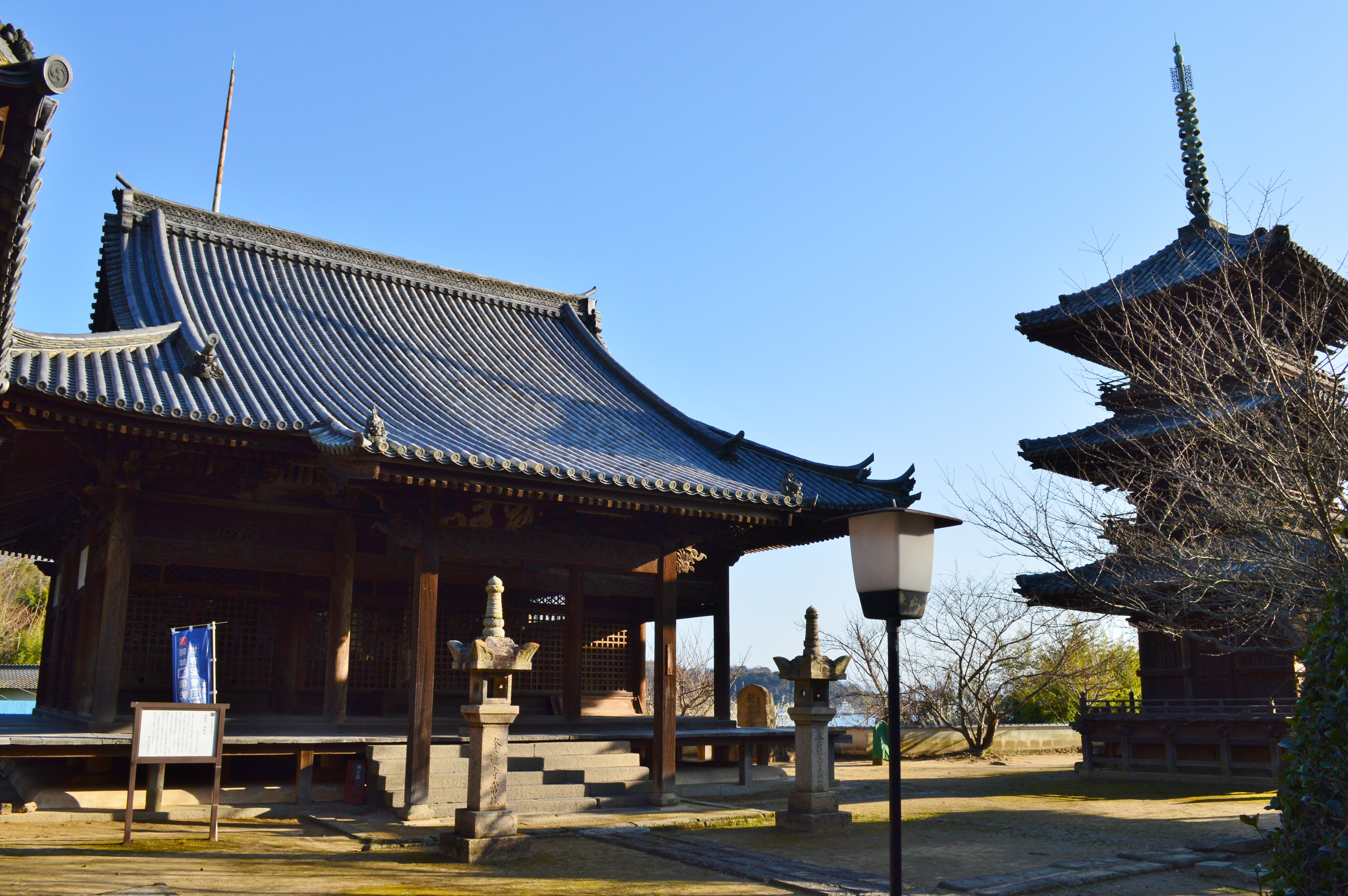
本蓮寺境内

牛窓は第1・2回の通信使では水と食料の補給のみで、第3回から宿泊地となった。三使らの宿舎は、第3回から第6回までは本蓮寺で、第7回からは御茶屋に移った。なお、宿舎が御茶屋になってからも、使節は本蓮寺を訪れている。
本蓮寺は南北朝時代の創建で、明応元年（1492年）建立の本堂は重要文化財に指定されている。寺に伝わる「朝鮮通信使関係史料9幅」は岡山県重要文化財に指定されている。
牛窓には朝鮮通信使に由来するとされる「唐子踊り」が伝承されている。牛窓の疫神社の10月の秋祭りで奉納される稚児舞で、異国風の装束を着けた男児2人が舞う。囃子は意味不明で、朝鮮通信使に同行した小童による舞踊が起源とされる。

## 興津清見寺

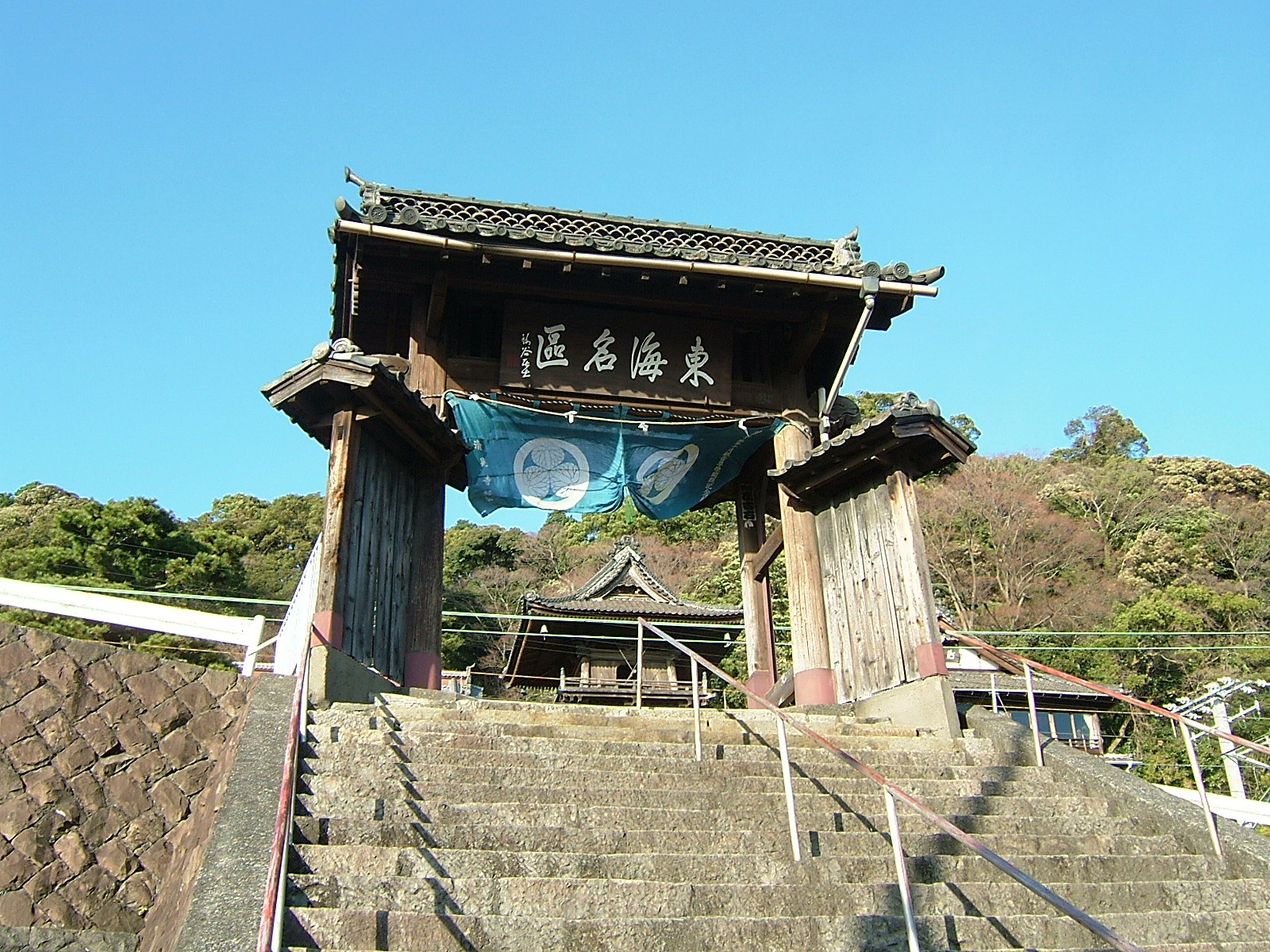
清見寺総門

清見寺は奈良時代創建を伝える古刹で、徳川家歴代の崇敬を受けた。寺は三保の松原を望む景勝の地にあり、庭園は国の名勝に指定されている。また寺に伝わる朝鮮通信使関係資料69点は、2006年（平成18年）に静岡県指定有形文化財（歴史資料）に指定された。
清見寺は慶長12年（1607年）の第1回と寛永元年（1624年）の第3回の通信使の宿舎となった（第2回の通信使は京都までで引き返したため、興津を通っていない）。第4回からは使節は江尻宿に宿泊したが、第6・8・10・11回の使節は清見寺にも立ち寄っている。
寺の総門の「東海名區」の扁額は第10回通信使の通事玄徳潤（錦谷）の書。鐘楼に掛かる「瓊瑤世界」の扁額は第5回通信使の朴安期（螺山）の書である。

## 関連文献
- 中川浩一「朝鮮通信使史跡探索(三)」『流通經濟大學論集』第32巻、第4号、流通経済大学経済学部、1-14頁、1998年3月。CRID 1050282677920641792。ISSN 03850854。
- 中川浩一「朝鮮通信使史跡探索(十)」『流通經濟大學論集』第36巻、第3号、1-15頁、2002年1月。CRID 1050001202943939968。